# Trần Đệ
Trần Đệ (1923-1998), là một lão thành cách mạng thuộc Đảng Cộng sản Việt Nam, ông sinh ra tại làng Long Đống, xã Trung Mâu, tổng Thông Lãng huyện Hưng Huyên (nay là xã Hưng Tiến, huyện Hưng Nguyên), tỉnh Nghệ An.
Sinh ra trong một gia đình nho giáo, ông nguyên là một nhà giáo.
Thời kỳ này thực dân Pháp đang xâm chiếm Việt Nam.
Ông tham gia Việt Minh, tham gia rãi truyền đơn ở quê nhà. Sự việc bị bại lộ ông rời quê nhà vào hoạt động cách mạng.
Qua nhiều lần bị bắt và vượt ngục. Ông hoạt động đảng vùng Thuận Hải cũ (Bình Thuận & Ninh Thuận).
Tháng 7.1970, tại đại hội Đảng bộ tỉnh Ninh Thuận lần thứ 3, gồm 13 ủy viên chính thức và 2 ủy viên dự khuyết, đã bầu ông Trần Đệ là Bí thư tỉnh ủy Đảng CSVN tỉnh Ninh Thuận, ông Nguyễn Nhất Tâm làm phó bí thư , ông giữ chức vụ này cho đến 7.3.1977 (Lúc này 3 tỉnh gồm tỉnh Ninh Thuận, Bình Tuy và Bình Thuận sáp nhập lại thành tỉnh Thuận Hải). Từ đó trở đi ông được bầu làm phó bí thư tỉnh uỷ.
Ông về hưu năm sau đại hội đảng bộ tỉnh Thuận Hải lần thứ 7 tháng 10.1986.
Năm 1998 ông qua đời sau một cơn tai biến.